# Cas Flick
L'anomenat Cas Flick va ser una gran trama de corrupció orquestrada per l'empresari alemany Friedrich Karl Flick, qui va subornar a polítics de tots els partits polítics representats al Bundestag a canvi va rebre quantiosos beneficis fiscals. El cas es va estendre a Espanya, ja que Fundació Friedrich Ebert, propera al SPD, va destinar donacions de Flick per valor 1.000.000 de marcs alemanys per finançar el PSOE.

## El cas alemany
En 1981 es va descobrir que el consorci Flick, propietat de l'home més ric d'Alemanya, havia estat eximit del pagament de centenars de milions de marcs d'impostos corresponents a la venda del seu paquet d'accions de la Daimler-Benz a Kuwait. Aquestes exempcions haurien estat concedides gràcies als donatius que el consorci va repartir entre 1969 i 1980 a tots els partits del Bundestag de la RFA (democristians, socialdemòcrates i liberals). La corrupció va esquitxar al llavors canceller Helmut Kohl, el nom del qual figurava en la llista de pagaments, i al que Flick hauria obert camí polític en aconseguir mitjançant suborns la dimissió del cap democristià Rainer Barzel. Kohl, obligat a comparèixer davant una comissió parlamentària, va manifestar no recordar res.
Després d'una llarga recerca, el cas es va tancar en els tribunals, que només van condemnar per frau fiscal a dos exministres liberals d'Economia -el comte Otto Lambsdorff i Hans Friderichs-, i a un alt directiu del consorci, von Brauchitsch.

## La trama espanyola
El cas Flick va tenir una ramificació espanyola, quan el diputat socialdemòcrata Peter Struck va declarar en la premsa alemanya (1984) que un altre diputat del mateix partit, Hans Juergen Wischnewski, hauria lliurat un milió de marcs de la trama de corrupció al mateix Felipe González, la qual cosa va provocar una cèlebre frase del llavors president del Govern espanyol: "No he rebut ni un duro, ni una pesseta, ni de Flick ni de Flock".
Els implicats van admetre els fets en la comissió de recerca, però van indicar que es van produir un any abans que es prohibís als partits espanyols rebre donacions estrangeres. Finalment, el Congrés dels Diputats va absoldre Felipe González amb 263 vots a favor, aprovant les conclusions elaborades per la comissió sobre la inexistència de proves i la falsedat de les declaracions.